# A284 road
Die A284 (Lyminster Bypass) ist eine Straße in England. Sie verbindet Littlehampton mit der A27 im Norden und mit der A259 im Süden. Sie ist 2,9 km (1,8 mi) lang und ist als 1 × 1 Fahrstreifen ausgebaut. 